# ۱۹ (میلادی)
۱۹ (میلادی) نوزدهمین سال تقویم میلادی است.

## رویدادها
بر اساس مکان
امپراتوری روم
- ماروبودوس، پادشاه مارکومانی‌ها، توسط کاتوالدا برکنار شد. این امر تهدید قبایل ژرمنی علیه رومی‌ها را تا زمان سلطنت مارکوس اورلیوس پایان داد. روم آنها را تحت حمایت خود قرار داد.[۱]
- ژرمانیکوس ژولیوس سزار، فرمانده کل لژیون‌های رومی در شرق و محبوب لژیونرها، بیمار می‌شود و می‌میرد. او در بستر مرگ، گنائوس کالپورنیوس پیسو، فرماندار سوریه، را به مسموم کردن خود متهم می‌کند.[۲]
- امپراتور تیبریوس مصری‌ها را از روم بیرون راند و ۴۰۰۰ یهودی را از سیسیل تبعید کرد.[۳]
- آگریپینای بزرگ، گنائوس کالپورنیوس پیسو را به ترور همسرش ژرمنیکوس ژولیوس سزار در انطاکیه متهم می‌کند. با این حال، هیچ مدرک معتبری وجود ندارد و این اتهام هرگز اثبات نشده است. (در دوران باستان، زمانی که علم پزشکی پیشرفته نبود، معمولاً هر زمان که فرد جوان و سالمی به طور ناگهانی می‌مرد، به سم مشکوک می‌شدند. هیچ راهی برای شناسایی و ردیابی ماده پس از مرگ وجود نداشت؛ بنابراین، این یک نوع قتل سریع، آسان و غیرقابل ردیابی در نظر گرفته می‌شد.)[۲]
- طاق پیروزی برای ژرمنیکوس ژولیوس سزار در سنت، شرانت-ماریتیم ساخته شده است.[۴]

پارت
- شاه ونون یکم به کیلیکیه منتقل و در حصر خانگی قرار گرفت. او فرار کرد، اما توسط یک سرباز بازنشسته لژیون رومی دستگیر و کشته شد.[۵]

آسیا
سال گذشته (ششم) از دوران تیانفنگ از دودمان شین چین.
اولین ماشین پرنده، طبق گفته هانشو.
گندوفارس پادشاه ساکس می‌شود.

## درگذشتگان
- ۱۰ اکتبر – ژرمنیکوس ژولیوس سزار، شاعر در روم باستان

- کوتیس سوم (یا کوتیس هشتم)، پادشاه تحت الحمایه روم در تراکیه

- ونون یکم، پادشاه امپراتوری اشکانی